# 亞塞尼夫卡 (赫梅利尼茨基州)
49°8′27″N 26°45′19″E / 49.14083°N 26.75528°E
亞塞尼夫卡（烏克蘭語：Ясенівка）是位於烏克蘭西部的村莊，由赫梅利尼茨基州裡赫梅利尼茨基區的亞爾莫林齊市鎮負責管轄。該村面積2.87平方公里，海拔高度314米，2001年人口837，人口密度每平方公里291.64人。